# Gato negro ◆ Dragón rojo
Gato negro ◆ Dragón rojo è il quinto album di studio di Amaral, pubblicato nel 2008. Da questo album è stato tratto il singolo Kamikaze, divenuto un tormentone estivo.

## Tracce

### Disco 1 - Gato negro
1. Kamikaze - 3:42
2. Tarde de domingo rara - 3:19
3. La barrera del sonido - 3:17
4. Las chicas de mi barrio - 4:31
5. Esta noche - 3:42
6. Las puertas del Infierno - 3:00
7. Biarritz - 4:17
8. Gato negro - 3:29
9. Rock & Roll - 4:12

### Disco 2 - Dragón rojo
1. Perdóname - 3:29
2. Alerta - 3:57
3. El blues de la generación perdida - 3:34
4. De carne y hueso - 3:41
5. Dragón rojo - 2:05
6. Es sólo una canción  - 3:48
7. El artista del alambre - 3:57
8. Deprisa - 3:13
9. Doce palabras - 3:09
10. Concorde - 3:41